# Wacław Kułakowski
Wacław Kułakowski (ur. 8 grudnia 1923 we wsi Czernice w gminie Rudomino, zm. 27 grudnia 2016 w Ełku) – polski muzykant ludowy, wileński cymbalista. 
Jako 9-letni chłopiec zobaczył na weselu w grającego cymbalistę Zubryckiego i pod wpływem jego gry postanowił grać na cymbałach. Pierwszy instrument kupił mu po namowach babci ojciec, początkowo niechętny do zakupu. Od 1935 grywał na weselach z Kuncewiczem na harmonii 3-rzędowej, potem wzięto go do kapeli skrzypka Franciszka Jurcewicza, aby zastąpił cymbalistę (ten w wyniku bójki weselnej siedział w areszcie). Kapela grała w składzie z harmonistą, skrzypkiem, cymbalistą i bębnistą, czasem także z klarnecistą. Grali polki, oberki, walce i kadryle.
Po wojnie jako wojskowy został przesiedlony do majątku we wsi Straduny na Mazurach. Później mieszkał w Ełku.
Przez wiele lat po wojnie nie grał na cymbałach, zajmując się gospodarką. Po przejściu na emeryturę powrócił do gry w 1978 r. 
Akompaniował zespołowi śpiewaczemu "Jarzębina" w Stradunach. Prowadził naukę gry na cymbałach, wykształcając około 30 uczniów. Sam wykonał kilkanaście par cymbałów. 
Wacław Kułakowski wykształcił dwudziestu czterech uczniów, założył kapele "Wacki", "Kresowiacy", "Kułakowianki", "Wilniuki" i "Niezapominajki".
Parokrotnie występował sam i z uczniami na Festiwalu w Kazimierzu. Nagrania jego utworów znajdują się w archiwach Polskiego Radia, Instytutu Sztuki PAN. Był laureatem Nagrody im. Oskara Kolberga w 2001 r.. Został też zaproszony jako gość specjalny na premierę filmu "Pan Tadeusz" gdzie grał jako Jankiel.